# Bob Ringwood
Pour les articles homonymes, voir Ringwood.
Bob Ringwood, né en 1946, est un costumier britannique. Il a travaillé sur les films Excalibur (1981), Dune (1984), Batman (1989) et ses suites, Alien 3 (1992), Alien, la résurrection (1997) ou encore Troie (2004).